# Энди Картрайт
Энди Картрайт (настоящее имя — Алекса́ндр Константи́нович Юшко́; укр. Олександр Костянтинович Юшко; 17 августа 1990, Нежин, Черниговская область — 25 июля 2020, Санкт-Петербург) — украинский и российский рэпер, участник рэп-баттлов, преимущественно на площадке Versus Battle. Сотрудничал с такими исполнителями как Луперкаль («Проект Увечье»), Нигатив, Ресторатор и другими.
За свою карьеру выпустил 7 сольных студийных альбомов, последний из которых, «Форева я», вышел в 2018 году. В музыкальном плане творчество Картрайта характеризовалось как андеграундный хип-хоп, основными темами композиций являлись социальные проблемы.

## Биография

### Ранние годы и карьера
Родился в Нежине (Черниговская область, Украина). В школьные годы увлекался спортом, в том числе самбо. Планировал стать адвокатом или частным детективом, но в результате решил заняться музыкой. После школы поступил в Нежинский университет, учился на преподавателя английского языка.
В 2010 году в составе группы «7085» выпустил альбом No comments. В 2012 году записал свой дебютный сольный альбом «Магия мутных вод». В 2014 году принял участие в интернет-шоу Versus в жанре рэп-баттл против ATL. Позднее с переменным успехом выступил ещё несколько раз на данной площадке против Dom1no, Эмио Афишл, Obe 1 Kanobe, Грязного Рамиреса и Giga1, а также на московском проекте Кубок МЦ против Млечного. В этом же году выпустил альбом «Арткор 365». В 2016 году выпустил альбом «Доведение до», презентация релиза проходила в марте того же года в Москве и Санкт-Петербурге. В 2018 записал альбом «Форева я».
Осенью 2020 года бы выпущен посмертный альбом «Общак Ч.1.», записанный совместно с Артемом Rap Crew.
Был женат на Марине Кохал, есть сын.

### Смерть
30 июля 2020 года стало известно, что 29 июля сотрудниками полиции были обнаружены останки Энди Картрайта в его квартире в Санкт-Петербурге.
По словам жены Энди Картрайта Марины Кохал, она расчленила тело мужа и разложила по пакетам. Во время допроса она заявила, что 25 июля 2020 года она вернулась домой из магазина и обнаружила своего мужа мёртвым, а рядом лежал шприц. Она посчитала, что такая смерть не заслуживает «настоящего рэпера», поэтому решила расчленить и спрятать тело мужа, а после объявить, что он пропал.
Первичная экспертиза не нашла в крови Картрайта следов наркотиков, поэтому жена заявила, что могла перепутать с сердечным приступом. Было возбуждено дело по статье «убийство», по которому Марина Кохал является подозреваемой.
Следственный комитет озвучил основную версию следствия, согласно которой Кохал убила своего мужа в ходе домашнего конфликта. Женщина же свою вину не признаёт. Позднее также была выдвинута версия о смерти Картрайта в результате введения инсулиносодержащего препарата. В октябре следственный комитет попросил продлить заключение Кохал на два месяца, но 27 октября 2021 года суд постановил изменить меру пресечения на домашний арест, где она будет находиться до следующего заседания суда.
В 2022 году возбуждено ещё одно уголовное дело против Кохал по статье «о надругательстве над телами умерших», так как женщина расчленила мужа на 15 частей, внутренние органы уничтожила или заморозила.

## Рэп-баттлы
Versus Battle
- 2013 — Энди Картрайт vs. ATL (поражение, 1:2)
- 2014 — Энди Картрайт vs. Dom1no (поражение)
- 2015 — Энди Картрайт vs. Obe 1 Kanobe (поражение, 0:3)
- 2017 — Энди Картрайт vs. Эмио Афишл (BPM)
- 2018 — Энди Картрайт vs. Грязный Рамирес (поражение, 1:2)
- 2018 — Энди Картрайт vs. Giga 1 (BPM)

Кубок МЦ
- 2019 — Энди Картрайт vs. Млечный (BPM; поражение, 1:2)

## Дискография
Студийные альбомы
- No comments — 2010 (в составе «7085»)
- «Магия мутных вод» — 2012
- «Приход глухого кота» — 2013
- «Арткор 365» — 2014
- «Куб и Ромб» — 2014
- «Доведение до» — 2016
- «Красота аномалий» — 2017
- «Форева я» — 2018
- «Общак ч.1» — 2020 (посмертный альбом совместно с Inamess RapCrew)